# یورک سنتر (ویسکانسین)
یورک سنتر (به انگلیسی: York Center) یک منطقهٔ مسکونی در ایالات متحده آمریکا است که در شهرستان دان، ویسکانسین واقع شده‌است. یورک سنتر ۲۸۴٫۹۹ متر بالاتر از سطح دریا واقع شده‌است.